# ثرو کاستیو (شیلی)
ثرو کاستیو (به اسپانیایی: Villa Cerro Castillo) یک منطقهٔ مسکونی در شیلی است که در تورس دل پئین (شیلی) واقع شده‌است. ثرو کاستیو ۱۶۳ نفر جمعیت دارد.